# Eissegeln

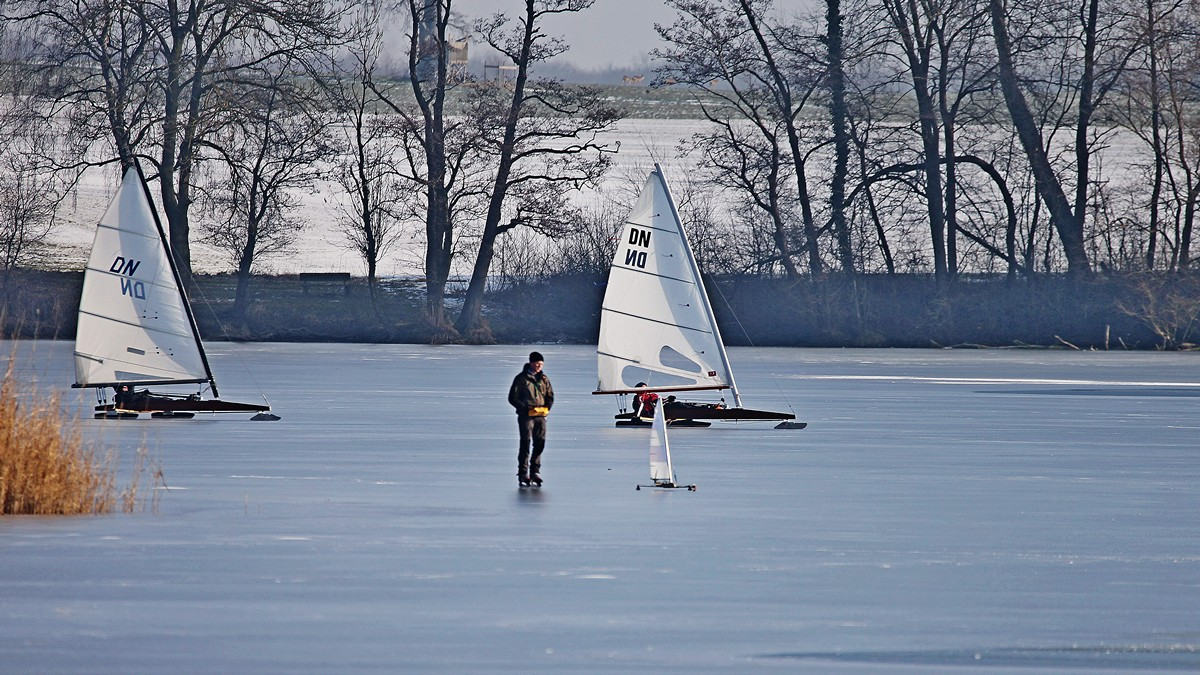
Eissegeln auf der Müritz

Beim Eissegeln wird auf zugefrorenen Flüssen und Seen gesegelt, wobei wegen der sehr geringen Reibung auf dem Eis sehr hohe Geschwindigkeiten erreicht werden können.
Es gibt, wie im Segelsport allgemein, verschiedenste Bootstypen und -klassen, die sich in ihrer Bauform und Größe teils deutlich unterscheiden. Der bekannteste und verbreitetste Eissegel-Schlitten ist der in den 1930er Jahren entwickelte DN-Schlitten.

## Geschichte

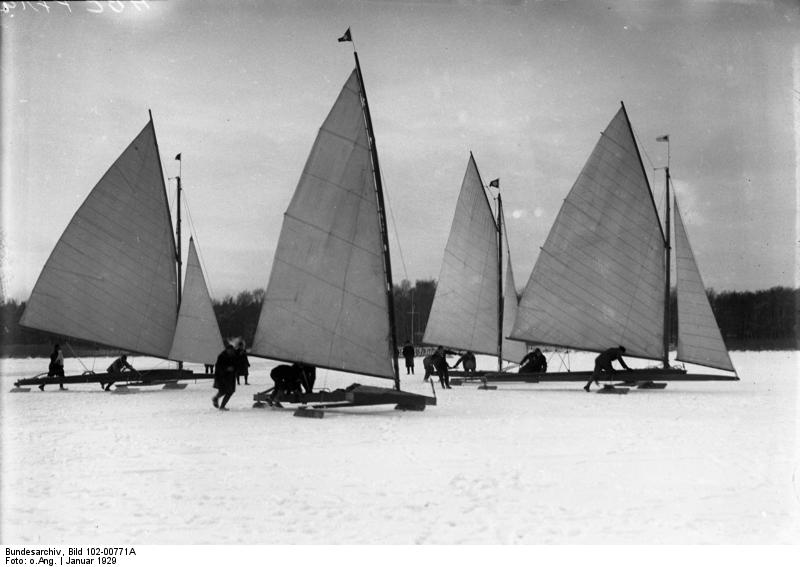
Eissegeln auf dem Müggelsee, Berlin, 1929

Die Ursprünge des Eissegelns liegen im Holland des 17. Jahrhunderts, wo Seeleute einen Weg suchten, um ihre Boote auf zugefrorenen Wasserflächen nutzen zu können. Die ersten Eissegler waren daher kleine Lastensegler, an deren flache Unterseite Kufen montiert wurden. Mit diesen einfachen Mitteln war eine Möglichkeit geschaffen, die Boote weiterhin normal im Wasser sowie auf dem Eis zu segeln.
Wie das Segeln allgemein fand das Eissegeln um 1850 das Interesse von „Lustseglern“, also Amateuren, die die Segelei nicht mehr als berufliche Notwendigkeit, sondern zum Zeitvertreib betrieben. 1865 wurde daraufhin am Hudson River der erste Eissegelclub der Welt gegründet, und es wurden die ersten Eisyachten (im Gegensatz zu den Arbeitsseglern) gebaut.
In der Anfangszeit des Sports waren die damals noch sehr großen und damit teuren Eisyachten sehr selten anzutreffen. Da somit in den ersten Jahren des Sports keine wirkliche Konkurrenz für Wettfahrten gegeben war, fuhren die Eissegler in den USA Rennen gegen Eisenbahnzüge, die entlang der Flüsse verkehrten.
In den 1930er Jahren kam das Bedürfnis nach einer kleinen Eisyacht für jedermann auf, die man leicht transportieren und vor allem selbst bauen konnte. Auf Anregung der Detroit News wurde der DN-Schlitten entworfen, der sich seither weltweit verbreitet hat und mit über 2000 Klassenmitgliedern die beliebteste Eisyacht überhaupt ist.
Die Wettsegelbestimmungen werden seit 1953 von der im selben Jahr gegründeten International DN Ice Yacht Racing Association (IDNIYRA) festgelegt.

## Verbreitung

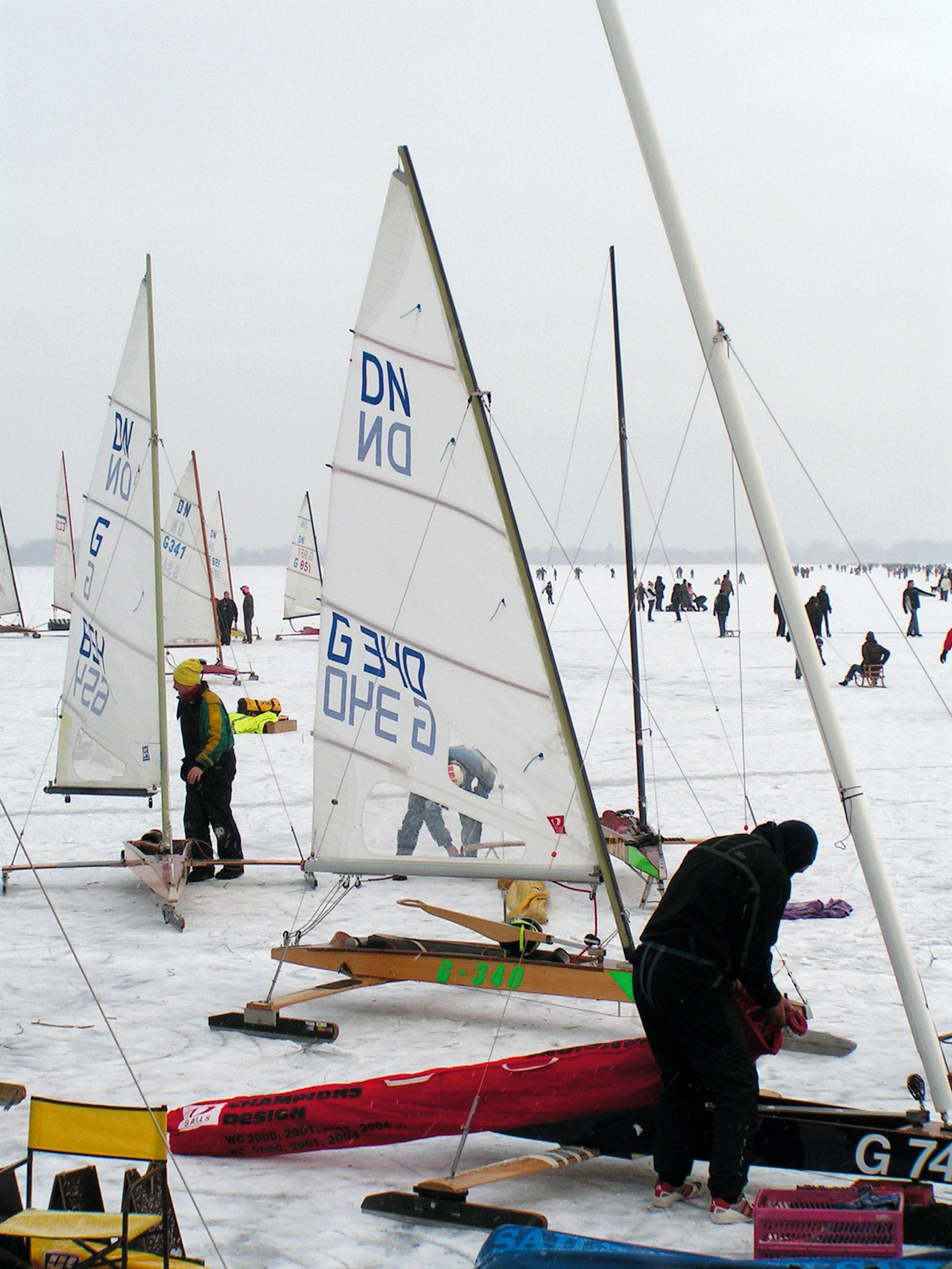
Eissegler auf dem Dümmer beim Olgahafen

Eissegeln ist ein naturgemäß auf wenige Gebiete beschränkter Sport. Nennenswerte Verbreitung hat er nur dort gefunden, wo geeignete Gewässer, kalte Winter und eine gewisse maritime Tradition zu finden sind wie etwa Holland. Somit beschränkt sich das Eissegeln bis auf vereinzelte Ausnahmen auf Nordeuropa (Großbritannien, Norwegen, Finnland, Schweden), den baltischen Raum (Litauen, Lettland, Estland), Russland und Mitteleuropa (Dänemark, Deutschland, Polen, Schweiz, Österreich, Tschechien, Polen, Ungarn), sowie auf die nördlichen USA und Kanada.

## Bootsklassen
Wie bei allen Sportarten, die ein relativ komplexes Sportgerät verwenden, ist auch bei Eisseglern eine Vergleichbarkeit nicht unbedingt gegeben. Um Wettfahrten mit gleichen Voraussetzungen für alle zu ermöglichen, wurden Klassen geschaffen. Diese lassen jedoch im Falle des Eissegelns relativ viel Spielraum bei Konstruktion und Ausrüstung.
Im Laufe der Entwicklung des Eissegelsports haben sich in Nordamerika und Europa unterschiedliche Klassen herausgebildet. Europäische Klassen sind in Nordamerika praktisch unbekannt und umgekehrt. Der Grund liegt darin, dass Eisyachten für den Transport im Flugzeug zu sperrig sind. Sie können zwar mit dem Auto über weite Strecken transportiert werden (und haben sich so über ganz Europa bzw. Nordamerika verbreitet), aber der Atlantik stellt für größere Eisyachten eine fast unüberwindliche Hürde dar. Ein Eissegler, der eine Yacht "vom anderen Kontinent" baut, hätte in seinem Heimatrevier keinerlei Konkurrenz für Regatten, dies ist ein weiterer Grund, warum sich die Klassen nicht über ihren Heimatkontinent verbreiten. Da auf beiden Kontinenten gute Designs zu finden sind, besteht keine Motivation, mühsam eine fremde Klasse zu "importieren".
Zu den auf einen Kontinent beschränkten Klassen gehören in Europa
- die Monotyp – XV Eisyacht. Sie ist die einzige zweisitzige Eisyacht in Europa, mit der regelmäßig Europameisterschaften gesegelt werden. Erik von Holst (Estland) hat diese Eisyacht 1932 konstruiert.
- die etwas kleinere 12-m²-Eisyacht. Sie war von der EEU (Europäische Eissegel Union, die 1928 von Erik von Holst gegründet wurde) als „Volkseissegler“ gedacht, von Holst zeichnete sie 1937.

und in den USA
- Skeeter
- Nite
- Renegade
- "Big Boats", die klassischen Großyachten der Jahrhundertwende

Einzig der DN-Schlitten hat auf beiden Kontinenten weite Verbreitung gefunden. Der Grund liegt in seiner geringen Größe (er kann auf einem Autodach transportiert werden) und in seiner einfachen Bauweise, die es möglich macht, einen DN in jedem gut ausgestatteten Hobbykeller zu bauen.
Allerdings kann man auch ohne Eisyacht eissegeln. Relativ verbreitet ist das Eissurfen, bei dem ein Surfrigg entweder auf einem kleinen Board mit Kufen befestigt wird oder direkt von einem Schlittschuhläufer getragen wird. Ebenso ist ein Drachen ähnlich wie beim Kiteboarden  als Fortbewegungsmittel für Schlittschuhläufer geeignet. Diese einfachen Arten des Eissegelns haben auf beiden Kontinenten internationale Verbreitung gefunden, allerdings weniger als die DN-Schlitten mit ihren wesentlich höheren Geschwindigkeiten.
Eissegeln hat eine enge Verwandtschaft zum Land- und Strandsegeln. Im Deutschen Segler-Verband wird es deswegen im Ausschuss „Eis-, Land- und Strandsegeln“ organisiert.

## Wettsegeln und Rekorde

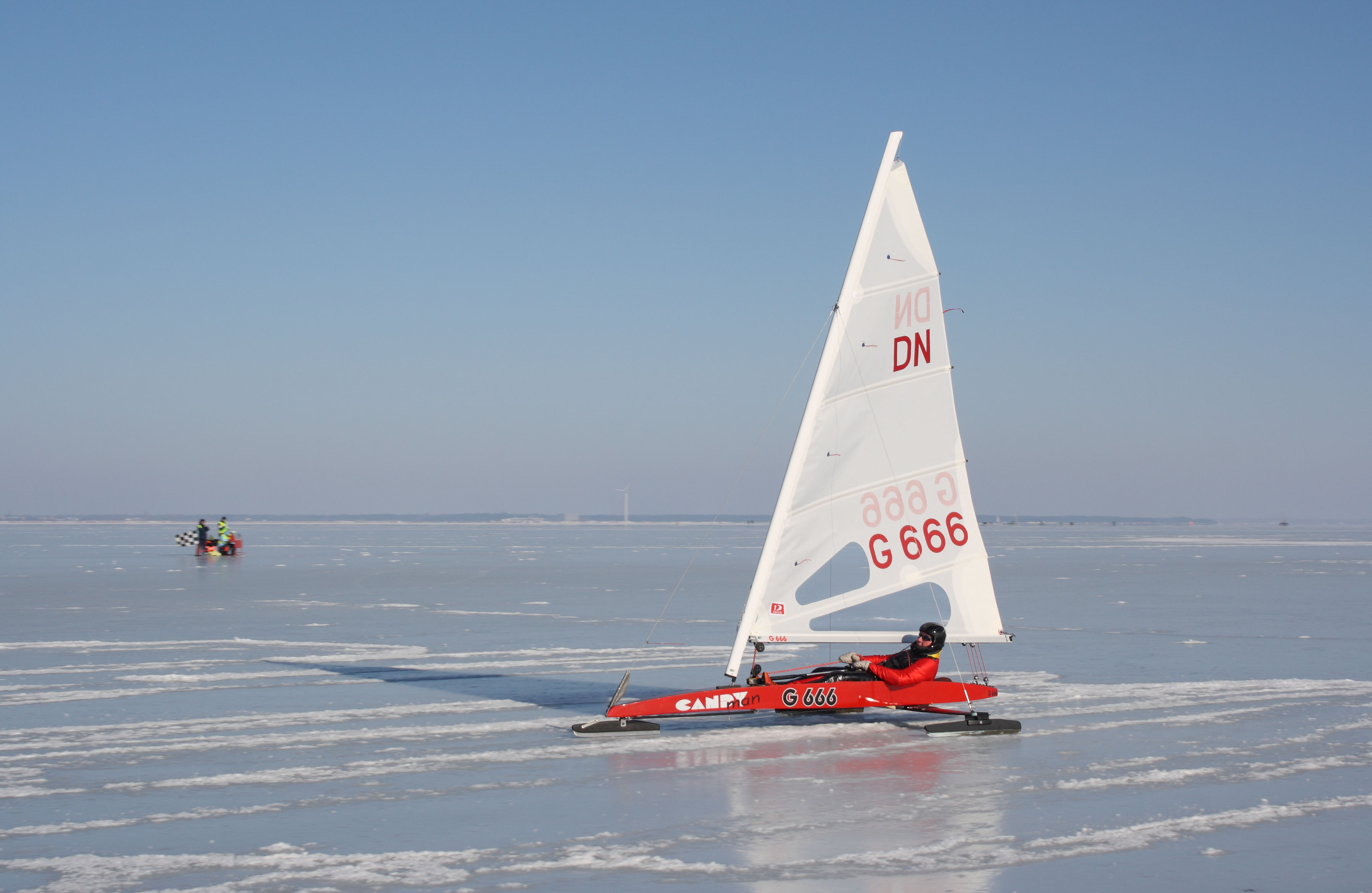
Eissegler Torsten Siems bei der Europameisterschaft 2011 in Kaarma

Eissegelregatten werden nach ähnlichen Maßstäben organisiert und durchgeführt wie Regatten auf dem Wasser. Es werden sogenannte Up and Down-Kurse gesegelt, das heißt, der Start erfolgt genau gegen den Wind zu einer Wendemarke in Luv, und dann zu einer Leemarke, die dicht in Luv der Startlinie liegt. Nach einer festgelegten Zahl von Runden um diese Marken folgt der Zieleinlauf über die Startlinie. Ein bedeutender Unterschied zu Regatten auf dem Wasser ist, dass beim Eissegeln die Starter an der Startlinie stehen. Beim Startschuss schieben die Piloten ihre Boote an, um sie zu beschleunigen, und steigen erst ein, wenn das Boot eine Geschwindigkeit erreicht hat, bei der das Segel selbst genügend Vortrieb liefert. Der vom Segeln auf dem Wasser bekannte „fliegende Start“ ist beim Eissegeln nicht nötig, da die Piloten ihre Boote auf dem Eis festhalten können.
Ein weiteres Wettkampffeld ist die Jagd nach Geschwindigkeitsrekorden. Die im Vergleich zum Wassersegeln sehr hohen Geschwindigkeiten haben schon immer den Wunsch geweckt, die erzielte Geschwindigkeit zu messen und mit anderen zu vergleichen. In den Anfängen des Sports war man darauf beschränkt, die Zeit zu messen, die für eine bekannte Strecke benötigt wird, bis später zunächst Radarpistolen und dann GPS-Geräte genauere Geschwindigkeitsmessungen ermöglichten.
Häufig wird als Rekordgeschwindigkeit der Wert von 143 Meilen pro Stunde (230 km/h) genannt, angeblich aufgestellt im Jahr 1938 von der Debutante von John D. Buckstaff auf dem Lake Winnebago.
Allerdings erscheint diese Angabe bei genauerer Betrachtung höchst unwahrscheinlich: die schweren „Big Class“-Yachten wie die Debutante wären bei 230 km/h wahrscheinlich durch die auftretenden Kräfte zerbrochen, die Baumwollsegel hätten dem Fahrtwind in Orkanstärke kaum standgehalten, und die Crew sich nur schwer in ihrem offenen Cockpit, einer ungeschützten Plattform am Heck des Bootes, halten können.
Die höchste zuverlässige Messung (GPS oder Radar) lag 2009 bei 135 km/h, aufgestellt durch einen Skeeter, eine moderne Klasse mit wesentlich effektiverem Segel als sie in den 1930er Jahren zur Verfügung standen. Es gibt durchaus glaubwürdige Berichte von höheren Geschwindigkeiten, allerdings wurden diese durch einzelne, während der Fahrt von GPS-Geräten abgelesene Werte (keine kontinuierliche Aufzeichnung der Geschwindigkeit) oder von neben der Yacht fahrenden Autos ermittelt.
Rekordjäger wie das Projekt Greenbird versuchen seit Jahren mit modernstem Material, den Rekordwert von 135 km/h zu brechen.

## Technik
Die Beschleunigung und Geschwindigkeit (mit dem DN circa 100 km/h, mit modernen Eisseglern bisher 135 km/h belegt) sind in keiner anderen Windsportart am Boden erreichbar. Die erforderlichen Manöver unterscheiden sich radikal von allem, was beim Wassersegeln gilt. So werden zum Beispiel fast nur Halsen mit dichtgeholtem Großbaum gefahren (Vorsegel gibt es meist keines). Die Unterschiedlichkeit wird daran deutlich, dass Eissegler sich immer mit entsprechender Sicherheitsausrüstung vor Verletzungen schützen.